# Adam Green
Pour les articles homonymes, voir Adam Green (homonymie) et Green.
Adam Green, né le 28 mai 1981 à Mount Kisco, est un chanteur-compositeur américain.
Il a débuté avec le groupe The Moldy Peaches aux côtés de la chanteuse Kimya Dawson.
Depuis 2002, Adam Green s'est lancé dans une carrière de soliste.
Il a souvent été comparé à Ben Folds, Leonard Cohen, Ben Kweller, ou encore Jonathan Richman.
Le style folk alternatif indépendant de Green a rencontré un succès aux États-Unis, et est devenu populaire en Europe, particulièrement en Allemagne.

## Musique
Adam Green a publié les albums Garfield et Friends of Mine sur le label Sanctuary Records.
Ses chansons les plus connues sont Jessica (à propos de la chanteuse Jessica Simpson), Friends of Mine, Dance With Me et Emily.
En 2012, il collabore avec Binki Shapiro avec qui il enregistre un album Adam Green & Binki Shapiro.

## Films
En 2011, il écrit et réalise son premier film, The Wrong Ferarri, filmé uniquement avec un iPhone. Il y tient le rôle principal. Le reste de la distribution comprend des artistes tels que BP Fallon, Alia Shawkat, Devendra Banhart, Pete Doherty et Macaulay Culkin.
En 2016, Adam Green écrit et réalise son deuxième film : Adam Green's Aladdin; dans lequel il assure la réalisation, la musique, les décors et le scénario. Le film est produit par sa femme Yasmin Green. Adam Green tient également le rôle principal. La distribution comprend des célébrités telles que Natasha Lyonne, Macaulay Culkin, Zoë Kravitz et Penn Badgley.

## Discographie
- 2002 : Garfield
- 2003 : Friends of Mine
- 2005 : Gemstones
- 2006 : Jacket Full Of Danger
- 2008 : Sixes & Sevens
- 2010 : Minor Love
- 2013 : Adam Green & Binki Shapiro
- 2016 : Aladdin
- 2019 : Engine of Paradise
- 2022 : That Fucking Feeling